# Association des Jeux du Commonwealth des îles Turques-et-Caïques
L'association des Jeux du Commonwealth des Îles Turques-et-Caïques , en anglais Turks and Caicos Commonwealth Games Association (TCICGA) est l’organisme qui est responsable du mouvement des Jeux du Commonwealth dans le territoire britannique d'outre-mer des Îles Turques-et-Caïques.
Le territoire ne possédant pas de comité national olympique, la structure fait également office de promotion du sport de l'archipel dans les différentes compétitions internationales. Le gouvernement possède un département des sports placé sous la responsabilité du Ministre de l’Éducation, de la Jeunesse, de la Culture et des Sports.
Les Îles Turques-et-Caïques ont fait leur début en compétition en 1978 lors de Jeux d'Edmonton au Canada mais n'ont participé de façon régulière qu'à partir de 1998.
En 2003, l'association nationale des Jeux du Commonwealth était établi en devenant une entité indépendante qui s'est émancipée de l'association d'athlétisme amateur (Turks and Caicos Amateur Athletics Association ou TCAAA)  sous la tutelle de laquelle elle opérait depuis 1977.